# Sigrid den fagra
Sigrid den fagra, död 1289 och begravd i Skänninge dominikankloster.

## Biografi
Sigrid är känd för eftervärlden genom den romantiska senmedeltida sägnen om striden mellan Bengt lagman och Birger jarl, i vilken jarlen skall ha blivit avväpnad av Sigrids skönhet och vishet. I själva verket gifte sig Sigrid och Bengt Magnusson långt efter det att Birger jarl hade avlidit. Sägnen är även känd genom Frans Hedbergs Bröllopet på Ulvåsa från 1865.

### Familj
Sigrid var gift med lagmannen Bengt Magnusson (Bjälboättens lagmansgren) (död omkring 1294) i Östergötlands lagsaga, son till Magnus Bengtsson (Bjälboätten) och Ragnhild. Bengt Magnusson var tidigare gift med Margareta. Sigrid och Bengt Magnusson fick tillsammans barnen Ingeborg Bengtsdotter som var gift med riddaren, riksrådet och lagmannen Birger Petersson (Finstaätten) i Upplands lagsaga, Ramborg Bengtsdotter som var gift med Erengisl och Katarina Bengtsdotter som var gift med drotsen och riddaren Knut Jonsson (Aspenäsätten).